# Međužupanijska nogometna liga Slavonije i Baranje
Međužupanijska (Regionalna) nogometna liga Slavonije i Baranje predstavljala je 4. stupanj nogometnih natjecanja u Hrvatskoj. Ova liga uključivala je klubove iz Osječko-baranjske, Vukovarsko-srijemske, Požeško-slavonske i Brodsko-posavske županije. Sastojala se od 14 klubova u sezoni 2018./19. Liga je od sezone 2019./20. rasformirana kao Međužupanijska nogometna liga Osijek – Vinkovci i Međužupanijska nogometna liga Slavonski Brod – Požega.

## Klubovi (2018./19.)
| Klub            | Mjesto            |
| --------------- | ----------------- |
| HNK Radnički    | Mece              |
| HNK Željezničar | Slavonski Brod    |
| NK Borac (B)    | Bobota            |
| NK Borac (KV)   | Kneževi Vinogradi |
| NK Darda        | Darda             |
| NK Graničar     | Županja           |
| NK Hajduk       | Pakrac            |
| NK Jadran       | Gunja             |
| NK Kutjevo      | Kutjevo           |
| NK NAŠK         | Našice            |
| NK Otok         | Otok              |
| NK Šokadija     | Babina Greda      |
| NK Vuteks-Sloga | Vukovar           |
| ŠNK Višnjevac   | Višnjevac         |

## Prvaci
| Sezona    | Prvak       | Mjesto         |
| --------- | ----------- | -------------- |
| 2014./15. | NK Marsonia | Slavonski Brod |
| 2015./16. | NK Bedem    | Ivankovo       |
| 2016./17. | NK Čepin    | Čepin          |
| 2017./18. | NK Zrinski  | Jurjevac       |
| 2018./19. | NK Graničar | Županja        |

## Vanjske poveznice
- Županijski nogometni savez Osječko-baranjske županije
- Županijski nogometni savez Vukovarsko-srijemske županije  Arhivirana inačica izvorne stranice od 2. travnja 2015. (Wayback Machine)